# Raïon de Malaïa Pourga
Le raïon de Malaïa Pourga (russe : Малопурги́нский райо́н; oudmourte : Пичи Пурга ёрос, Piči Purga joros) est un raïon de la république d'Oudmourtie en Russie.

## Présentation
La superficie du raïon de Malopurga est de 1 223 km2.
Le raïon est situé dans la partie sud de l'Oudmourtie. 
Il borde le raïon de Mojga à l'est, le raïon d'Ouva au nord-ouest, le raïon de Zavyalovo au nord, le raïon de Sarapoul à l'est et le raïon de Kiyasovo au sud-est, ainsi que le raïon  d'Agryz du Tatarstan au sud.
Son centre administratif est le village de Malopurga et le raïon comprend 15 municipalités rurales,
La partie ouest du raïon est située sur les hautes terres de Mojga et la partie orientale sur le bord ouest des hautes terres de Sarapoul. 
La  rivière Ij traverse la partie centrale du raïon dont environ 30% de la superficie est boisée.
La région dispose d'un réseau de transport développé: le chemin de fer Kazan-Ekaterinbourg, le chemin de fer Izhevsk-Agryz-Krugloye Pole, l'autoroute fédérale M7 Volga traversent le territoire.
Le chemin de fer entre Kazan-Ekaterinbourg et le chemin de fer Izhevsk-Agryz-Krugloye Pole traversent le raïon.
L'autoroute  traverse aussi le raïon. 
La distance entre le centre du raïon et la capitale Ijevsk de la république d'Oudmourtie est de 37 kilomètres.
Environ 78,1 % de la population sont des Oudmourtes, 17,8 % des Russes et 2,4 % des Tatars.
La zone compte des forages pétroliers ainsi que des industries mécaniques, chimiques et alimentaires. L'agriculture est axée sur la production de lait et de viande et sur la culture de céréales.

## Démographie
La population du raïon de Malopurga a évolué comme suit:
| 1959   | 1970   | 1979   | 1989   | 2002   |
| ------ | ------ | ------ | ------ | ------ |
| 32 771 | 35 080 | 31 833 | 30 849 | 31 558 |

| 2009   | 2015   | 2019   | 2021   | - |
| ------ | ------ | ------ | ------ | - |
| 31 077 | 33 288 | 33 447 | 31 706 | - |

## Galerie

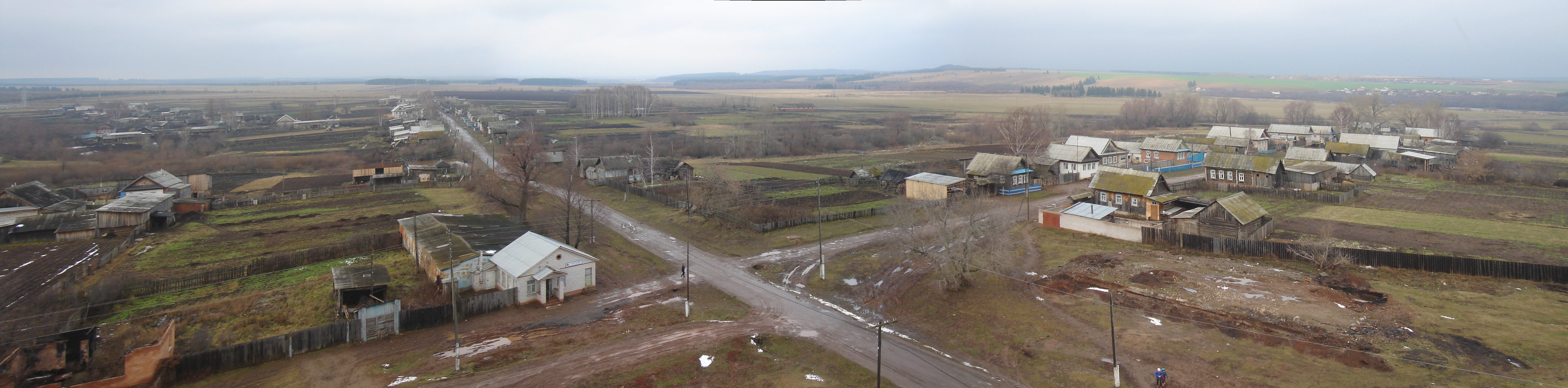
Vue du village d'Ilyinskoye depuis le clocher de l'église du Prophète Elias.